# Teatr Polskiego Radia

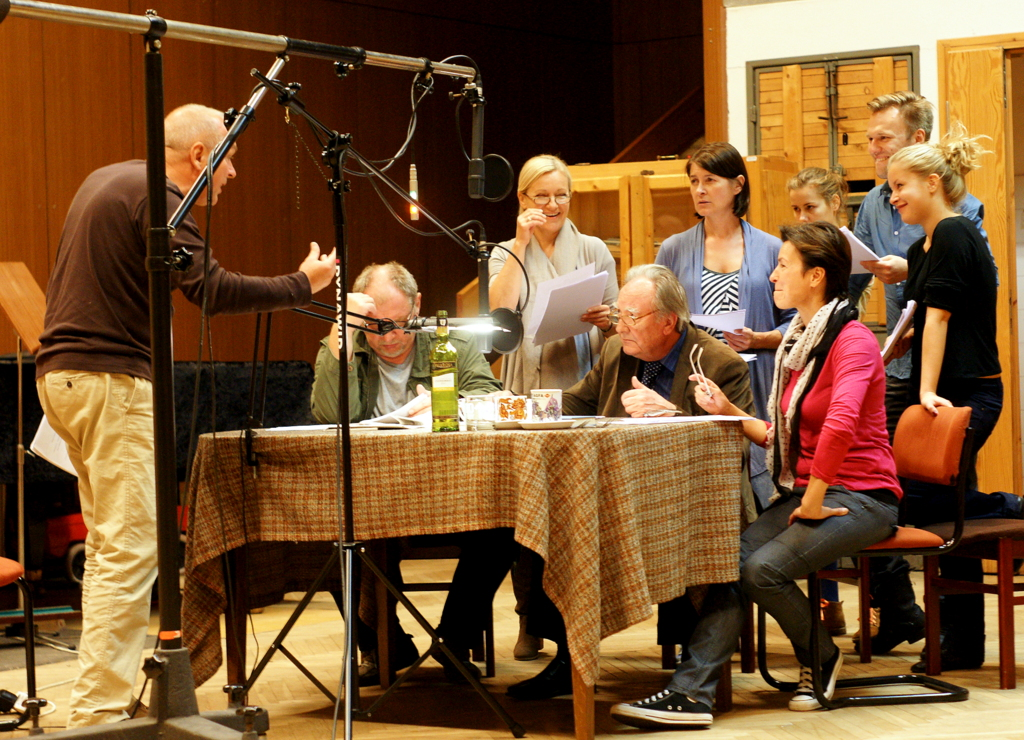
Nagranie słuchowiska według sztuki T.Różewicza Białe małżeństwo, Teatr Polskiego Radia, październik 2011, reż. W.Modestowicz

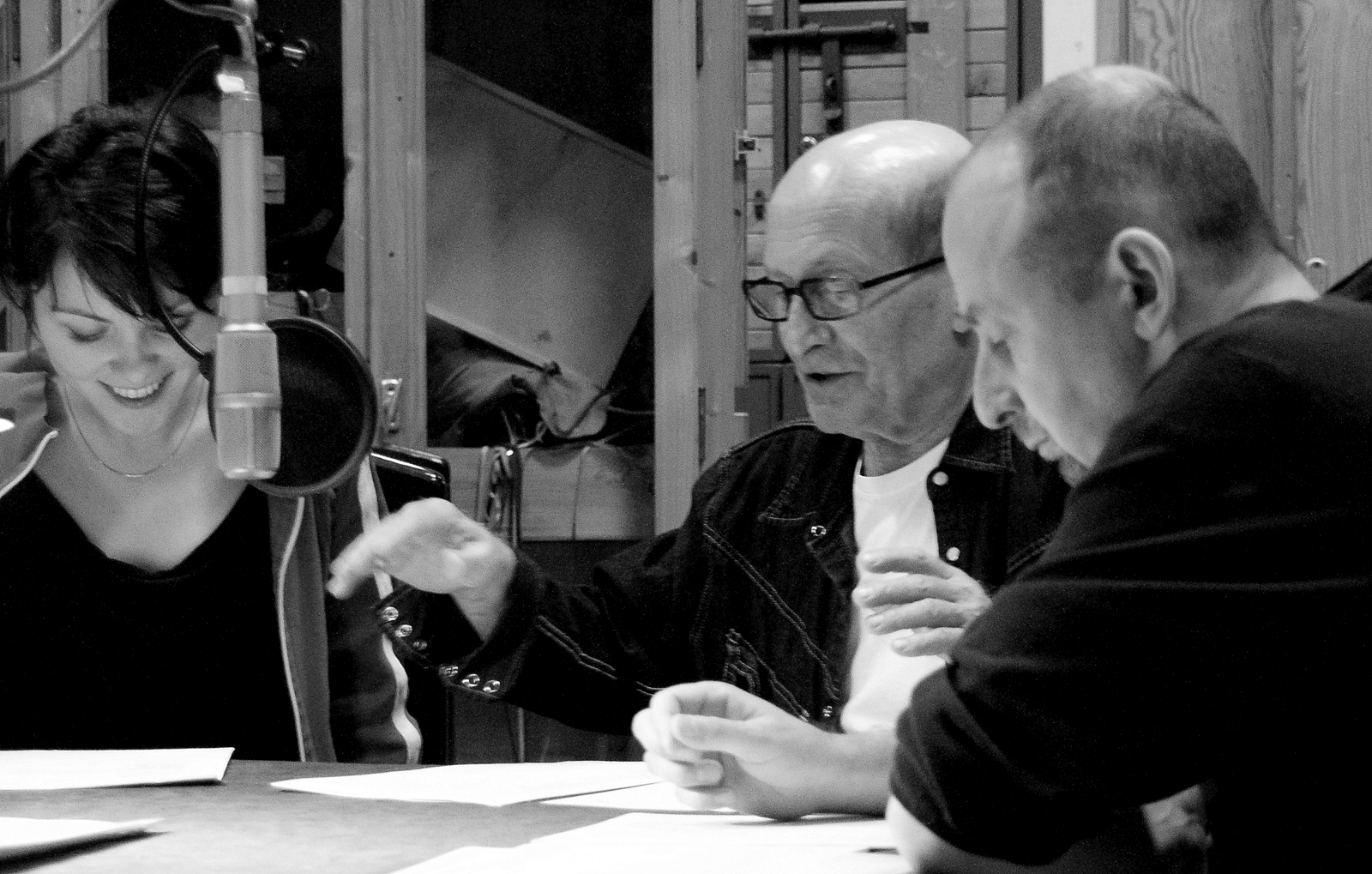
Wojciech Pszoniak w studiu Teatru Polskiego Radia, październik 2008. Nagranie słuchowiska "Dziady" wg A. Mickiewicza

Teatr Polskiego Radia – instytucja działająca w ramach Polskiego Radia, która zajmuje się produkcją i emisją słuchowisk według oryginalnych scenariuszy i adaptacji radiowych dramatów scenicznych, powieści, reportaży, poezji.

## Historia
29 listopada 1925 miała miejsce premiera pierwszego słuchowiska w historii Teatru Polskiego Radia Warszawianka Stanisława Wyspiańskiego, która była nadana na żywo. Reżyserem tej adaptacji był Mikołaj Alojzy Kaszyn – ówczesny kierownik programowy.
Współcześnie słuchowiska teatralne emitowane są najczęściej w Programie 1 i Programie 2 (audycja „Wieczór ze słuchowiskiem”), rzadziej w Programie 3 Polskiego Radia.
W latach 1947–1948 kierownikiem Teatru Polskiego Radia w Warszawie był Bronisław Dardziński, który od roku 1945 do 1948, a następnie od 1949 do 1950 był głównym reżyserem w tej redakcji.
Po 1956 roku powstała tzw. polska szkoła słuchowiska czy też dramaturgii radiowej, której rozwój stymulowali kierujący redakcją w latach 1956-1961 Janusz Warnecki, a od 1969 do 1976 Zdzisław Nardelli.
W latach 1977–1986 redakcją kierował Juliusz Owidzki. Od roku 1986 do 1991 dyrektorem Teatru Polskiego Radia był Henryk Rozen.
Od 1988 roku Zespół Artystyczny Teatru Polskiego Radia przyznaje corocznie Wielki Splendor – nagrodę dla aktora/aktorki „za wybitne kreacje w słuchowiskach oraz twórczy wkład na rzecz rozwoju i umacniania rangi radia artystycznego w Polsce”. Okazjonalnie przyznawany jest też Honorowy Wielki Splendor za całokształt dorobku twórczego w dziedzinie reżyserii, pisarstwa radiowego lub kompozycji muzycznej.
W 1992 kierownikiem artystycznym został Janusz Kukuła.
Od 2001 w Sopocie odbywa się Festiwal Teatru Polskiego Radia i Telewizji Polskiej „Dwa Teatry”, podczas którego prezentowane są najlepsze słuchowiska oraz spektakle telewizyjne. Podczas festiwalu przyznawana jest Wielka Nagroda Festiwalu „Dwa Teatry” za wybitne kreacje aktorskie w Teatrze Polskiego Radia i Teatrze Telewizji.
W 2007 kierownikiem literackim został Krzysztof Sielicki i zajmował to stanowisko do 2020 r. W 2020 r. kierownikiem literackim została Marta Rebzda.
Od 2010 Teatr Polskiego Radia wraz z Programem I przyznaje nagrody Arete za debiut aktorski oraz Don Kichot za debiut reżyserski a od 2015 jest także przyznawana nagroda Amadeusz za debiut kompozytorski oraz nagroda Talanton za debiut dramaturgiczny.

## Nagrody
- laureat Kuźni Mistrzów Mowy Polskiej (19 września 2011)[8][9].
- Złote Berło przyznawaną przez Fundację Kultury Polskiej i Bank Milennium.Kapituła doceniła instytucję „za konsekwencję w prezentowaniu najwybitniejszych osiągnięć polskiego i międzynarodowego dramatopisarstwa; troskę o zachowanie piękna języka polskiego; twórczą i inspirującą obecność w życiu wielu pokoleń radiosłuchaczy; kształtowanie gustów i rozwijanie wyobraźni milionów Polaków” (30.11.2015)[10]. Nagrodę wręczono w Studiu im. W. Lutosławskiego[11].

Teatr Polskiego Radia kilkakrotnie otrzymał nagrody Prix Italia w kategorii słuchowisk.
Słuchowiska Teatru Polskiego Radia były także wyróżniane także na innych międzynarodowych festiwalach sztuki radiowej, m.in.:
- III nagroda za słuchowisko dla dzieci i młodzieży „O mieście, które chciało być sławne” Katarzyny Ciążyńskiej na Festiwalu OIRT Suzdal`90
- wyróżnienie na Festiwalu Prix Futura`91 za spektakl „Za drutami był las” Waldemara Modestowicza i Ryszarda Wołągiewicza
- nagroda za scenariusz na Festiwalu Ostankino Prize’94 za „Samolot” Jerzego Górzańskiego
- nagroda główna Ostankino Prize`96 za „Balkon przy głównej ulicy” Andrzeja Mularczyka
- nagroda za oryginalny scenariusz na Festiwalu Prix Ex Aequo Bratysława`98 za „Trzy razy smok” Jana Warenyci
- Grand Prix VI Międzynarodowego Festiwalu Sztuki Radiowej Prix Marulić, Hvar 2002 za spektakl „Prosta i prawdziwa historia o Każdym. Komedia o śmierci”
- Prix Europa (w Berlinie) 2013 dla najlepszego słuchowiska europejskiego dla Krzysztofa Czeczota (autor i reżyser) za słuchowisko „Andy”
- UK International Audio Drama Festival 2022 (w Canterbury)[13]1-sza nagroda za słuchowisko "Pozwól, że ci opowiem" Marty Rebzdy w reż. Waldemara Modestowicza.